# Сінько Віра Антонівна
Віра Антонівна Сінько (нар. 1948) — українська радянська діячка, ткаля Чернігівського камвольно-суконного комбінату. Депутат Верховної Ради УРСР 8-9-го скликань.

## Біографія
З 1966 р. — робітниця Чернігівського цегельного заводу, учениця ткалі, ткаля Чернігівського камвольно-суконного комбінату імені 50-річчя Радянської України.
Член КПРС з 1972 року. Освіта вища.

## Нагороди
- орден Трудового Червоного Прапора
- ордени
- медалі